# Cotesia
Cotesia är ett släkte av steklar som beskrevs av Cameron 1891. Cotesia ingår i familjen bracksteklar.

## Bildgalleri

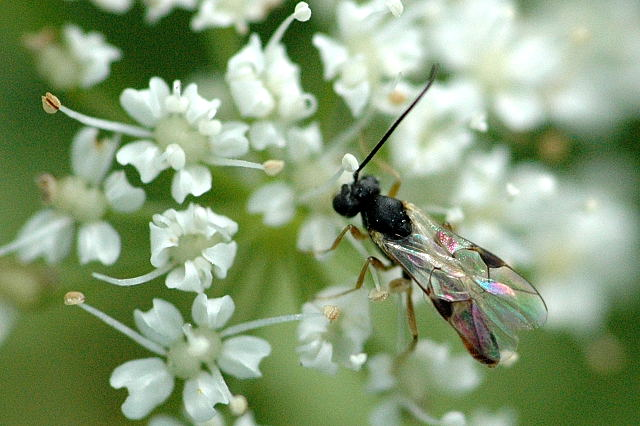
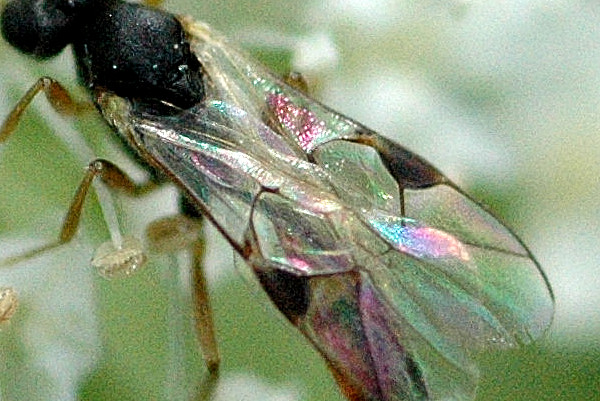
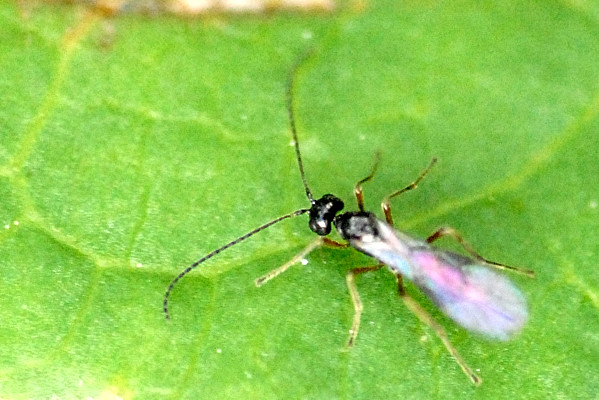

## Dottertaxa tillCotesia, i alfabetisk ordning[1][2]
- Cotesia abjecta
- Cotesia acauda
- Cotesia acronyctae
- Cotesia acuminata
- Cotesia acutula
- Cotesia affinis
- Cotesia agricola
- Cotesia alaskensis
- Cotesia algonquinorum
- Cotesia alius
- Cotesia alternicolor
- Cotesia alypiae
- Cotesia americana
- Cotesia amesis
- Cotesia ammalonis
- Cotesia amphipyrae
- Cotesia analis
- Cotesia ancilla
- Cotesia angustibasis
- Cotesia anisotae
- Cotesia anomidis
- Cotesia anthelae
- Cotesia aphae
- Cotesia arctica
- Cotesia argynnidis
- Cotesia astrarches
- Cotesia atalantae
- Cotesia aurura
- Cotesia australiensis
- Cotesia autographae
- Cotesia ayerza
- Cotesia balli
- Cotesia bataviensis
- Cotesia berberis
- Cotesia bignellii
- Cotesia bonariensis
- Cotesia bosei
- Cotesia brachycera
- Cotesia brevicornis
- Cotesia cajae
- Cotesia callimone
- Cotesia calodetta
- Cotesia capucinae
- Cotesia carduicola
- Cotesia cerurae
- Cotesia charadrae
- Cotesia chares
- Cotesia chiloluteelli
- Cotesia chiloniponellae
- Cotesia chilonis
- Cotesia chinensis
- Cotesia chrysippi
- Cotesia cingiliae
- Cotesia cirphicola
- Cotesia cleora
- Cotesia clepta
- Cotesia clisiocampae
- Cotesia congestiformis
- Cotesia congregata
- Cotesia corylicola
- Cotesia crambi
- Cotesia crassifemorata
- Cotesia cultellata
- Cotesia cuprea
- Cotesia cyaniridis
- Cotesia cynthiae
- Cotesia danaisae
- Cotesia deliadis
- Cotesia delicata
- Cotesia depressa
- Cotesia depressithorax
- Cotesia diacrisiae
- Cotesia dictyoplocae
- Cotesia disparis
- Cotesia diurnii
- Cotesia diversa
- Cotesia electrae
- Cotesia eliniae
- Cotesia empretiae
- Cotesia enypiae
- Cotesia erionotae
- Cotesia errator
- Cotesia euchaetis
- Cotesia eulipis
- Cotesia euphydryidis
- Cotesia euryale
- Cotesia evagata
- Cotesia fascifemorata
- Cotesia ferruginea
- Cotesia ferventis
- Cotesia fiskei
- Cotesia flagellator
- Cotesia flagitata
- Cotesia flaviconchae
- Cotesia flavicornis
- Cotesia flavipes
- Cotesia fluvialis
- Cotesia gabera
- Cotesia gades
- Cotesia gastropachae
- Cotesia geometricae
- Cotesia geryonis
- Cotesia gillettei
- Cotesia glabrata
- Cotesia glomerata
- Cotesia gonopterygis
- Cotesia gordii
- Cotesia gregalis
- Cotesia griffini
- Cotesia hadenae
- Cotesia halisidotae
- Cotesia hallii
- Cotesia hanshouensis
- Cotesia harteni
- Cotesia hemileucae
- Cotesia hesperidivora
- Cotesia hispanica
- Cotesia honora
- Cotesia hyphantriae
- Cotesia inducta
- Cotesia intermixta
- Cotesia ishizawai
- Cotesia isolde
- Cotesia jayanagarensis
- Cotesia jucunda
- Cotesia judaica
- Cotesia junoniae
- Cotesia kamiyai
- Cotesia kariyai
- Cotesia kasparyani
- Cotesia kazak
- Cotesia koebelei
- Cotesia kraussi
- Cotesia kurdjumovi
- Cotesia laeviceps
- Cotesia langei
- Cotesia limbata
- Cotesia limenitidis
- Cotesia lineola
- Cotesia luminata
- Cotesia lunata
- Cotesia lyciae
- Cotesia lycophron
- Cotesia lymantriae
- Cotesia mahoniae
- Cotesia marginiventris
- Cotesia marquesi
- Cotesia mayaguezensis
- Cotesia medicaginis
- Cotesia meghrangini
- Cotesia melanoscela
- Cotesia melitaearum
- Cotesia mendicae
- Cotesia microsoma
- Cotesia miyoshii
- Cotesia murtfeldtae
- Cotesia nemoriae
- Cotesia neustriae
- Cotesia nigritibialis
- Cotesia nikami
- Cotesia nitens
- Cotesia noctuidiphaga
- Cotesia nonagriae
- Cotesia notha
- Cotesia numen
- Cotesia obscuricornis
- Cotesia ocneriae
- Cotesia ofella
- Cotesia ogara
- Cotesia olenidis
- Cotesia onaspis
- Cotesia ordinaria
- Cotesia orestes
- Cotesia orientalis
- Cotesia ornatricis
- Cotesia orobenae
- Cotesia paphi
- Cotesia pappi
- Cotesia parallelis
- Cotesia parastichtidis
- Cotesia parijati
- Cotesia peltoneni
- Cotesia perspicua
- Cotesia phigaliae
- Cotesia philoeampus
- Cotesia phlyctaeniae
- Cotesia phobetri
- Cotesia pholisorae
- Cotesia picipes
- Cotesia pieridis
- Cotesia pilicornis
- Cotesia pistrinariae
- Cotesia planula
- Cotesia plathypenae
- Cotesia podunkorum
- Cotesia praepotens
- Cotesia prenidis
- Cotesia progahinga
- Cotesia pyralidis
- Cotesia pyraustae
- Cotesia pyrophilae
- Cotesia radiantis
- Cotesia risilis
- Cotesia rubecula
- Cotesia rubripes
- Cotesia ruficrus
- Cotesia rufiventris
- Cotesia rufocoxalis
- Cotesia salebrosa
- Cotesia saltator
- Cotesia saltatoria
- Cotesia santolinae
- Cotesia sasakii
- Cotesia satunini
- Cotesia scabriculus
- Cotesia schaeferi
- Cotesia schaffneri
- Cotesia schini
- Cotesia schizurae
- Cotesia scitula
- Cotesia sericea
- Cotesia sesamiae
- Cotesia sessilis
- Cotesia setebis
- Cotesia shemachaensis
- Cotesia shrii
- Cotesia sibyllarum
- Cotesia simurae
- Cotesia smerinthi
- Cotesia sorghiellae
- Cotesia specularis
- Cotesia spuria
- Cotesia subancilla
- Cotesia subordinaria
- Cotesia suvernii
- Cotesia suzumei
- Cotesia taprobanae
- Cotesia tatehae
- Cotesia tegerus
- Cotesia teleae
- Cotesia telengai
- Cotesia tenebrosa
- Cotesia tetrica
- Cotesia thapinthotha
- Cotesia theae
- Cotesia theclae
- Cotesia tibialis
- Cotesia tmetocerae
- Cotesia unicolor
- Cotesia urabae
- Cotesia vanessae
- Cotesia vestalis
- Cotesia villana
- Cotesia viridanae
- Cotesia xylina
- Cotesia yakutatensis
- Cotesia zygaenarum